# Morkillia mexicana
Morkillia mexicana là một loài thực vật có hoa trong họ Zygophyllaceae. Loài này được (DC.) Rose & Painter miêu tả khoa học đầu tiên năm 1907.